# Аликанте
Алика́нте (вал. Alacant, исп. Alicante) — город в Испании в составе автономного сообщества Валенсия, центр одноимённой провинции. Город расположен на побережье Средиземного моря. По количеству населения (330 тыс. человек) Аликанте является вторым в Валенсийском сообществе и 11-м по всей стране.

## История
Укреплённое поселение на месте рыбацкой гавани, в которую периодически заходили корабли древних греков, основано карфагенским полководцем Гамилькаром Барка, отцом Ганнибала, в 230 г. до н. э.. Это название (происходящее от греческого «Акра Левка» — «белый пик») было воспринято римлянами как «Луцентум» и арабами как «Аль-Лакант», отсюда современное имя города. После Реконкисты он принадлежал сначала кастильцам, потом арагонцам (отсюда проникновение каталанского языка).
В XIX веке с прокладкой железнодорожной линии, которая связала Аликанте с центральной частью Испании, возросло его значение как крупного портового города, началось развитие промышленности. Город вырос, были снесены городские стены.
В период всей Гражданской войны 1936—1939 гг. город находился в республиканской зоне и страдал от бомбардировок. В Аликанте расстрелян Хосе Антонио Примо де Ривера.
В 1960-е годы Аликанте становится центром туризма, начинается ускоренный рост города, продолжающийся и по этот день.
Сегодня Аликанте второй по численности город в Валенсианском сообществе, крупный административный центр побережья Коста-Бланка и один из наиболее быстро развивающихся городов Испании.

## Население, культура, традиции

### Рост населения
| Год  | Население |
| ---- | --------- |
| 1250 | 2500      |
| 1350 | 3250      |
| 1418 | 1539      |
| 1609 | 5040      |
| 1646 | 6174      |
| 1717 | 11 019    |
| 1735 | 12 604    |
| 1754 | 14 394    |
| 1768 | 17 213    |
| 1786 | 17 345    |

| Год  | Население |
| ---- | --------- |
| 1797 | 19 313    |
| 1803 | 21 447    |
| 1857 | 27 550    |
| 1860 | 31 162    |
| 1877 | 34 926    |
| 1887 | 40 115    |
| 1897 | 49 463    |
| 1900 | 50 495    |
| 1910 | 55 116    |
| 1920 | 63 382    |

| Год  | Население |
| ---- | --------- |
| 1930 | 71 271    |
| 1940 | 89 198    |
| 1950 | 101 791   |
| 1960 | 121 832   |
| 1970 | 181 550   |
| 1981 | 245 963   |
| 1991 | 265 473   |
| 2001 | 288 481   |
| 2006 | 322 431   |
| 2016 | 330 525   |

Население возросло в 2,5 раза за период 1950—1970-х гг. (экономический бум в Испании, быстрый рост туризма), с конца же 1990-х годов росту населения способствовала иммиграция.

### Этнический состав
На 2016 год доля иностранцев в населении Аликанте составила 12,6 %. В городе проживают представители 128 национальностей, из них наибольшее количество из Алжира (7427), Марокко (3587) и Румынии (2930).

### Культуры и традиции
Основной язык общения — испанский, также распространён и пропагандируется властями валенсийский язык (вариант каталанского).
День святого Иоанна Крестителя является в Аликанте одним из самых значительных. Официальная дата празднования Иванова дня — 24 июня, но в Аликанте празднования растягиваются на несколько дней. В данном виде фестиваль зародился в 1928 году в качестве конкурента валенсийского Фальяса, проводимого ежегодно в марте. Празднования получили название Hogueras de San Juan (костры святого Иоанна Крестителя), поскольку кульминацией праздника в ночь на 24 июня является разведение костров на пляже, а в ночь на 25 июня происходит сжигание высоких и красочных фигур, расставленных по всему городу. А начиная с 26 июня ровно в полночь идёт череда запусков грандиозного фейерверка на пляже Постигет.

## Экономика

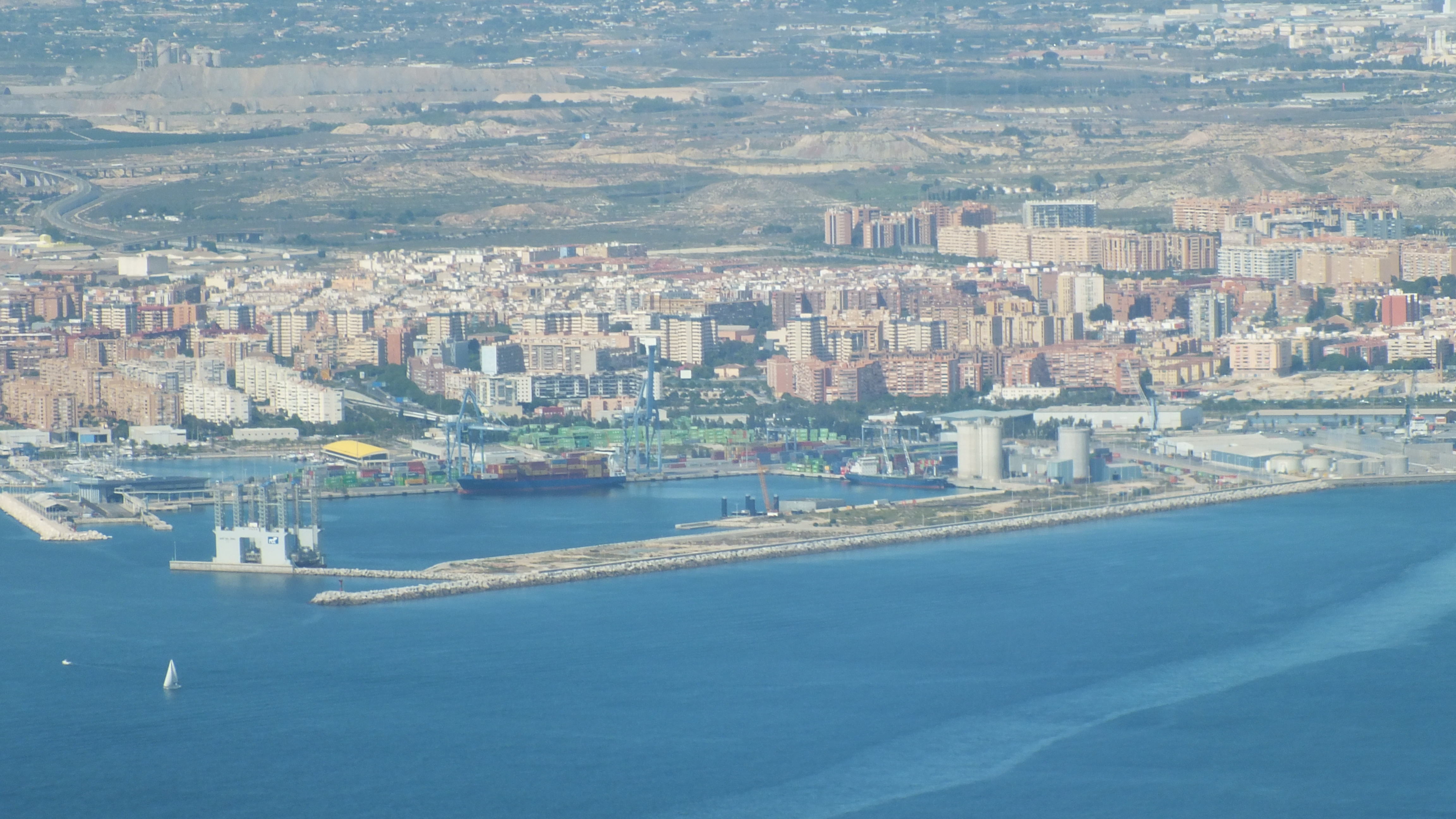
Вид на порт Аликанте с самолёта

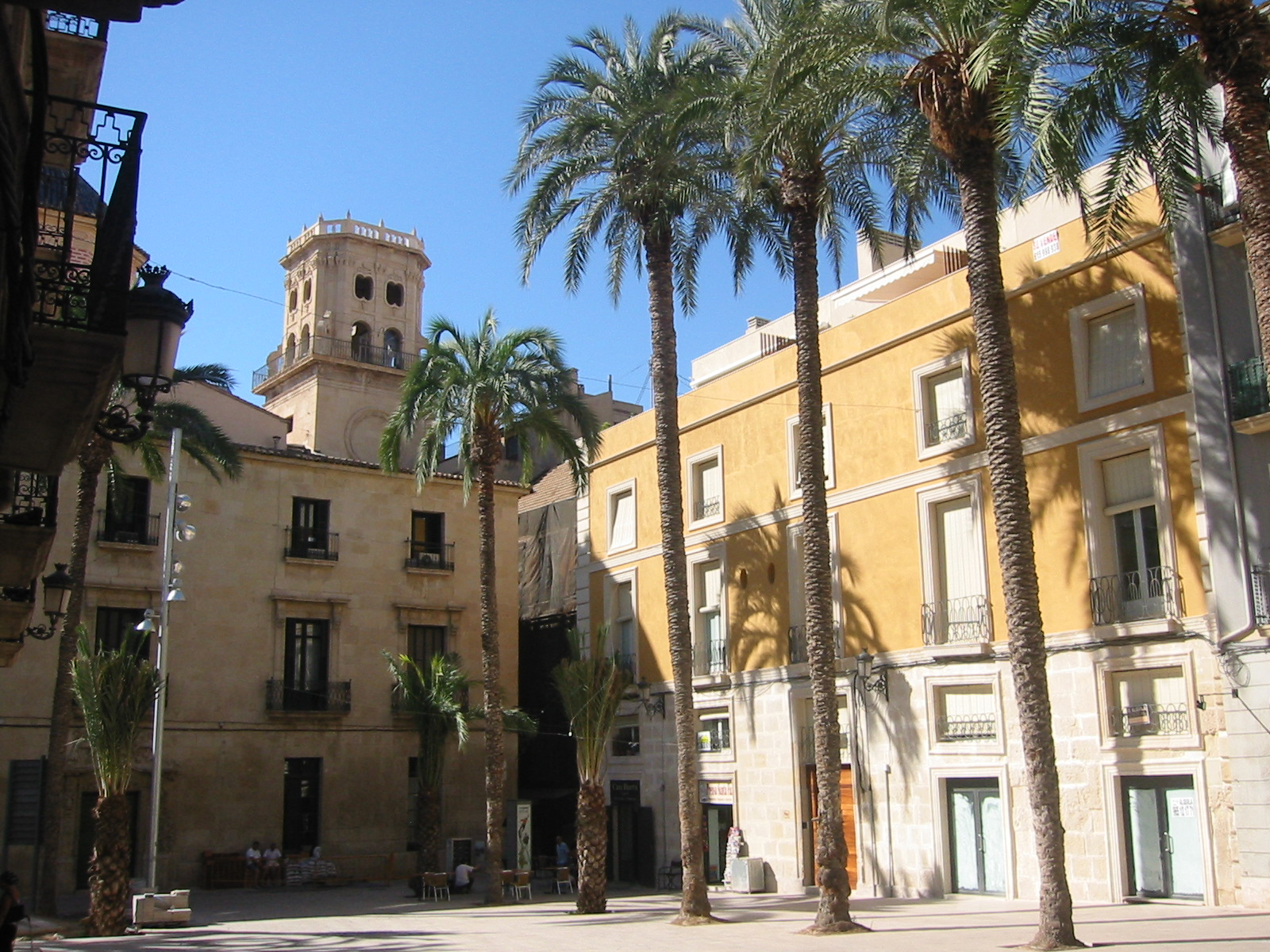
Старый город

82,4 % населения заняты в сфере услуг, в первую очередь — торговле и туризме. Развито банковское дело, образование; имеется свой крупный университет.
6,2 % населения заняты в промышленности. Основа экономики — пляжный туризм, экспорт вина́, оливкового ма́сла, цитрусовых и фруктов, лёгкая промышленность. Главные отрасли — табачная и пищевая, также производство цемента и алюминия.

## Транспорт
В городе имеется международный аэропорт, а также крупный морской порт (он имеет регулярное сообщение с Балеарскими островами и Алжиром). Аликанте связан с другими городами Испании развитой сетью железных и шоссейных дорог.
В самом Аликанте, помимо автобусов, с 2003 года действует легкорельсовая транспортная система (лёгкое метро), которая будет значительно расширена в дальнейшем.

## Главные города провинции Аликанте
Дения, Альтеа, Хавеа, Морайра, Бенидорм, Вильяхойоса, Эльче, Кревильент, Вильена, Ориуэла, Торревьеха.

## Достопримечательности
Аликанте — известный туристический центр побережья Коста-Бланка, город, в архитектуре которого своеобразно сочетаются элементы греческого, романского, мавританского, готического стилей, барокко и модерна.
Церковь «Iglesia de Santa María» — находится недалеко от замка Santa Bárbara. Церковь XV—XVI веков была построена в готическом стиле на месте мусульманской мечети, в честь победы над маврами. Впоследствии, основной алтарь и портал были перестроены в стиле барокко. Их можно увидеть и сегодня. Кроме того, в Церкви есть прекрасные живописные поло́тна.
Крепость Санта-Барбара (исп. Castillo de Santa Bárbara).
Она расположена в центре города, на горе Бенакантил (Mount Benacantil) (166 м).
Museo de Arte del Siglo XX — Museo de la Asegurada (Музей искусства XX века) — находится на площади Plaza de Santa María.
В музее собрана весьма интересная коллекция живописи XX века: произведения Кандинского, Брака, Эрнста, Шагала, Пикассо, Джакометти, Гриса, Миро, а также работы испанских художников поколения 1950-х годов: Альфаро, Каногар, Момпо, Сауры, Тапиэс, Сабель, Виола.
От церкви и музея, по улице Calle Mayor, которая была основной торговой улицей города до XIX века, можно выйти на площадь Plaza del Ayuntamiento, где находится Ayuntamiento (мэрия города). Это здание знаменито замечательным фасадом барокко XVIII века работы местного архитектора Лоренсо Чапули.
Каждый год, в июне, справляется традиционный праздник летнего солнцестояния или Святого Иоанна Крестителя, заканчивающийся 24 июня зажжением многочисленных костров на улицах и площадях города.
Собор Сан-Николас-де-Бари находится за Ayuntamiento, на параллельной улице. Он построен в 1662 году, посвящён покровителю Аликанте — San Nicolás de Bari и считается одним из самых значительных исторических памятников города. После гражданской войны 1936—1939 годов собор был отреставрирован. Фасад собора — произведение Хуана де Эррера (исп. Juán de Herrera), архитектора, который проектировал монастырь знаменитого Эскориала, недалеко от Мадрида. В соборе находится прекрасный позолоченный алтарь, обнесённый ажурными решётками, а также алтари в причудливом стиле «чурригера» (испанское барокко начала XVIII века).
Район El barrio de Santa Cruz (находится рядом с собором) — единственная сохранившаяся практически нетронутой мавританская часть старого города, где мавры жили после победы христиан.
Museo Arqueológico Provincial (Археологический музей) — Palacio de la Diputación. Среди экспонатов: керамика и предметы быта мавров и других народов, оставивших свой след в истории Аликанте.
Rambla de Méndez Núñez — «сердце» Аликанте. По этой улице проходят все официальные процессии и парады, религиозные и праздничные шествия. La Rambla начинается в центре города, недалеко от рынка, и заканчивается на набережной в районе Paseo Marítimo и Explanada de España.
Paseo Marítimo — Приморский бульвар, любимое место прогулок горожан и туристов. На Paseo Marítimo с его чудесной пальмовой аллеей расположено множество магазинов, ресторанов, баров, кафе. Аллея, вымощенная плитками алого, бежевого и белого мрамора, производит впечатление изолированного спокойного острова в суете современного города.
Монастырь El Monasterio de Santa Verónica/ de Santa Faz — находится в 5 км от города, у шоссе, в сторону Валенсии. Построен в 1766 году в стиле Ренессанс, портал — в стиле барокко. Здесь же находится крепостная башня XVI века. Каждый год в мае, более 50 000 паломников и бродячих торговцев, с посохами, украшенными веточками розмарина, приходят в монастырь на праздник Святого Лика (Santa Faz) воздать почести полотну со Святым Ликом Иисуса Христа, привезённым в 1489 г. в Аликанте из Рима. Плат Святой Вероники, кусок полотна, на котором запечатлены черты лица Иисуса Христа; согласно неканоническим источникам, этим полотном Святая Вероника вытерла кровавый пот с лица Иисуса.

## Города-побратимы
Брайтон, Англия
 Ницца, Франция
 Александрия, Египет
 Оран, Алжир
 Вэньчжоу, Китай (1995)
 Герцлия, Израиль (1989)
 Карлофорте, Италия (1975)
 Леон, Никарагуа